# Carcharhinus isodon
Carcharhinus isodon J. P. Müller & Henle, 1839 è una specie di squalo del genere Carcharhinus e della famiglia Carcharhinidae, che abita la parte occidentale dell'Oceano Atlantico tra la Carolina del Nord ed il Brasile.
Questi squali si riuniscono in banchi in zone di acqua poco profonda presso la costa e migrano stagionalmente alla ricerca di acque calde.
La specie è relativamente piccola, con un corpo snello, che può essere identificata in base ai denti appuntiti come aghi, al colore scuro grigio-bluastro del dorso ed alle lunghe fessure branchiali. Raggiunge una lunghezza massima di circa 1.9 metri. La dieta della specie consiste principalmente di piccoli pesci ossei, in particolare del genere Brevoortia. Come gli altri nella stessa famiglia, è viviparo, con le femmine che mettono al mondo da 2 a 6 squaletti in zone nido all'interno di estuari fluviali ogni 2 anni.
Considerato di grande valore per la carne, questo squalo costituisce una componente importante della pesca commerciale basata su palamito nella zona degli USA dove vive. Sembra che attualmente la pesca non comporti comunque rischi particolari per la specie in quelle acque. L'International Union for Conservation of Nature (IUCN) ha pertanto classificato la specie come prossima alla minaccia, anche se la situazione in Sudamerica non è chiara. Non è un animale noto per attaccare l'uomo, anche se i pescatori lo devono maneggiare con cura per via dei suoi rapidi movimenti dopo la cattura.

## Tassonomia
La specie fu inizialmente classificata con il nome di Carcharias (Aprion) isodon dal zoologo francese Achille Valenciennes, nel lavoro di Müller ed Henle del 1839 Systematische Beschreibung der Plagiostomen. Il tipo nomenclaturale era un giovane maschio di 65 cm, catturato probabilmente nello stato di New York. La specie fu successivamente spostata nel genere Carcharhinus. L'epiteto specifico isodon, cioè dai denti uguali in Greco, si riferisce al numero simile di denti nelle mascelle superiore ed inferiore.
Come per la maggior parte degli altri Carcharhini, le ricerche filogenetiche danno risultati variabili e incerti. Nel 1988, Leonard Compagno raggruppò la specie con il Carcharhinus brevipinna, il Carcharhinus limbatus, il Carcharhinus amblyrhynchoides ed il Carcharhinus leiodon, su basi morfologiche. Gavin Naylor nel 1992 condusse un test agli allozimi e scoprì che la specie in questione è la seconda più vicina al Carcharhinus acronotus. Lo studio di Mine Dosay-Akbulut nel 2008, basato sul DNA ribosomale, ha invece suggerito che il parente più prossimo al Carcharhinus isodon sia il Carcharhinus porosus, e che le due specie formano un clade a sé stante.

## Areale
Nelle acque nordamericane, questo squalo è piuttosto comune e si trova dalla Carolina del Nord al Golfo del Messico settentrionale, molto occasionalmente sino a New York. Nel Centroamerica e nel Sudamerica, ma potrebbero trovarsene più di quanti non si sospetti oggi, dopo gli avvistamenti a Trinidad ed in Guyana, dal Mar dei Caraibi e in Brasile, precisamente nella zona tra San Paolo e Santa Catarina. Le popolazioni sudamericana, del Golfo e del nordamerica sono ben distinte, e gli interscambi sono assai rari. Vi sono vecchie segnalazioni della specie nell'Oceano Atlantico orientale (Senegal e Guinea-Bissau), ma è assai probabile che queste segnalzaioni abbiano riguardato in realtà esemplari di Carcharhinus brevipinna.

## Habitat
Abitante di zone costiere, viene spesso osservato nei pressi di spiagge, baie ed estuari. In estate non si inoltra in acque più profonde di 10 metri, in inverno di 20 metri. In passato era risaputo che risaliva la parte terminale dei fiumi nella zona costiera del Texas, anche se questi passaggi sono ad oggi bloccati da dighe. La popolazione dell'Atlantico nordoccidentale opera lunghe migrazioni: i giovani, seguiti dagli adulti, raggiungono la Carolina del Sud tra la fine di marzo e maggio, quando la temperatura dell'acqua superano i 20 °C. Si fermano fino a settembre o a metà ottobre, quando ridiscendono verso la Florida per sfuggire alla diminuzione della temperatura. I movimenti delle altre popolazioni non sono noti.

## Aspetto

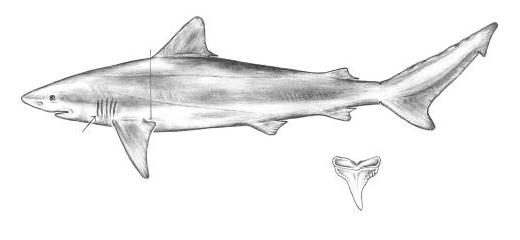
Rappresentazione grafica di un Carcharhinus isodon e di un suo dente

Il corpo è snello ed allungato. Il muso è anch'esso lungo ed appuntito, con le narici precedute da un corto e largo lembo di pelle a forma triangolare. Gli occhi sono grandi e rotondi, forniti di membrana nittitante. La bocca è ampia, con solchi ben visibili ai lati. Vi sono da 12 a 15 file di denti su ambedue i lati della mascella superiore e tra 13 e 14 su quella inferiore. I denti sono piccoli ed a forma di ago, con una cuspide centrale e bordi lisci assai vicini ai denti successivi. Le cinque paia di fessure branchiali sono lunghe circa la metà della base della pinna dorsale.
La prima dorsale è alta e triangolare, con punta la appuntita, e si origina al di sopra della base posteriore delle pinne pettorali. La seconda dorsale è relativamente grande e parte al di sopra della pinna anale. Non c'è presenza di cresta interdorsale. Le pinne pettorali sono piccole ed a forma di falce, con le estremità appuntite. I dentelli dermici sono piccoli a sovrapposti, caratterizzati ciascuno da tre creste orizzontali che conducono al dente marginale. In vita, questi squali sono caratterizzati da un peculiare colore scuro grigio-bluastro sul dorso e bianco sul ventre, con una fascia iù chiara sui fianchi e nessun segno distintivo sulle pinne. Alcuni esemplari in Florida hanno occhi verdi. Il maschio è lungo circa 1.6 metri, la femmina 1.7. La lunghezza massima registrata è di 1.9 metri.

## Biologia

### Dieta

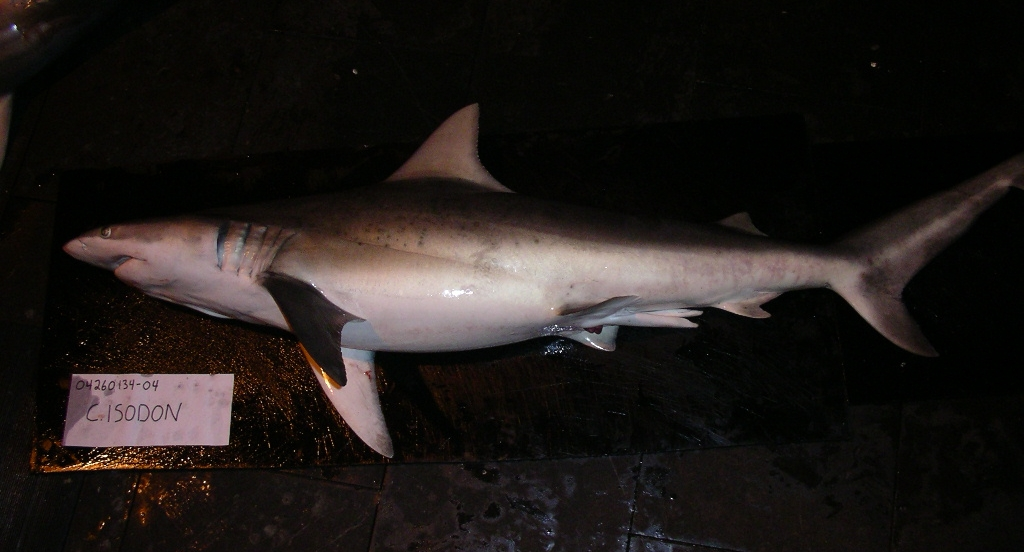
Un esemplare maschio dal Golfo del Messico

Adulti e giovani possono riunirsi in grossi banchi. Questo predatore ricco di energie e rapido si nutre principalmente di pesci ossei, accedendo spesso di giorno alla zona di infrangimento delle onde per cacciare. La preda principale della specie nell'Atlantico nordoccidentale è la Brevoortia tyrannus: squali di ogni età nella Florida nordoccidentale non mangiano praticamente altro. Questi pesci vengono ingoiati interi dopo che la sola testa è stata rimossa. Altre prede conosciute sono il Leiostomus xanthurus, lo Scomberomorus maculatus, i cefali, i gamberi. In un caso è stato divorato il cadavere di un Rhizoprionodon terraenovae, catturato per errore ed abbandonato da un peschereccio per gamberi. Questi squali possono comunque divenire preda di altri più grossi.

### Riproduzione
Come gli altri Carcharhinidae, questo squalo è viviparo: l'embrione in via di sviluppo viene nutrito tramite uno speciale tuorlo fino alla quindicesima settimana, dopo la quale il sacco vitellino si trasforma in una vera e propria connessione placentale. Le femmine mettono al mondo da 2 a 6 squaletti ogni 2 anni. Nell'Atlantico nordoccidentale, l'accoppiamento avviene dall'inizio di maggio all'inizio di giugno e gli squaletti nascono all'inicirca nello stesso periodo dell'anno successivo. La gestazione dura infatti circa 12 mesi. Durante il Rapporto sessuale il maschio morde la femmina per trattenerla. Lo sperma viene inoculato nell'utero, dove viene conservato in una grossa massa spugnosa. Gli Spermatozoi si sviluppano all'interno di questa struttura, chiamata spermatozeugma e di breve durata, il cui ruolo preciso non è noto. I nuovi nati misurano dai 48 ai 64 cm in lunghezza. Baie poco profonde ed estuari, come la Bull's Bay in Carolina del Sud, servono da aree nido per i neonati ed i più giovani.
Le femmine crescono molto più lentamente e fino ad un massimo inferiore a quello dei maschi. Gli individui della zona nordatlantica hanno un corpo più grande e raggiungono la maturità sessuale più tardi di quelli del Golfo del Messico. I maschi crescono più o meno alla stessa velocità nelle due zone, mentre le femmine sono più lente nella zona atlantica. I maschi atlantici sono maturi ad una lunghezza dalla punta del muso alla forca caudale di circa 99 cm, le femmine a 102. Ciò corrisponde alle età di 5 e 6 anni rispettivamente. I maschi del Golfo maturano invece quando sono lunghi 94 cm alla forca, le femmine quando raggiungono i 99 cm. Ciò corrisponde a 4 e 5 anni di età rispettivamente. La vita massima mai registrata è di 9 anni per i maschi e 14 per le femmine.

## Interazioni con l'uomo

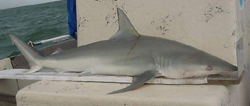
Un esemplare catturato e marchiato all'interno del NOAA Fisheries Shark Tagging Program.

Non vi sono episodi documentati di attacchi all'uomo da parte di questo squalo. Tuttavia, quando viene catturato, colpisce tutto ciò che lo circonda e persone che cercavano di tenerlo a bada sono state morse. La specie è utilizzata per l'alimentazione umana fresca, salata o fritta. A parte nella zona sudorientale degli USA, l'importanza commerciale dell'animale è scarsa: è infatti piccolo e vive acque troppo poco profonde per attirate pescatori commerciali e ricreazionali, ed è troppo rapido per essere catturato dalle barche per gamberi. In piccola quantità vengono catturati incidentalmente da pescatori con palamiti o arpioni. Per l'abitudine di vivere sottocosta (con il conseguente degrado dell'habitat) ed il basso tasso riproduttivo, la specie è suscettibile nei confronti di una pesca disorganizzata.

## Conservazione
Un numero consistente di questi pesci viene catturato dalle reti dei pescatori degli USA sudorientali, dove la pesca ha raggiunto picchi di 117 tonnellate nel 1999.
Studi condotti nel 2002 hanno stabilito che la popolazione statunitense non era ancora in pericolo, ma che i tassi di pesca non erano sostenibili. Al contrario, studi del 2007 hanno verificato che la pesca non stava superando limiti di sostenibilità e che le popolazioni erano stabili. La pesca di questa specie negli Stati Uniti è regolata dal piano del 1993 per la gestione degli squali atlantici e del Golfo del Messico emesso dal National Marine Fisheries Service (NMFS). In tale piano la specie è classificata come squalo piccolo e costiero al fine di stabilire limiti di pesca ricreativa e quote commerciali.- In conseguenza di queste decisioni, l'International Union for Conservation of Nature (IUCN) ha stabilito il rischio per questa specie come minimo in tutto l'areale a in particolare nel Golfo del Messico. Vi è qualche preoccupazione per le popolazioni sudamericane, dove il numero di squali sembra essere piccolo per motivi naturali e dove strategie di pesca costiera intensive e ad ampio raggio li mettono potenzialmente in pericolo. L'IUCN non ha comunque dati sufficienti per classificare la specie in tali regioni.